# Associazione Santi Pietro e Paolo
L'Associazione Santi Pietro e Paolo è la prima associazione di volontariato di istituzione pontificia. Nasce nel 1971 per volontà di San Paolo VI come associazione privata di fedeli al fine di raccogliere l'eredità della Guardia Palatina d'Onore di Sua Santità dopo lo scioglimento dei corpi armati pontifici avvenuto nel 1970.
L'Associazione ha sede all'interno dello Stato Città del Vaticano presso il Palazzo Apostolico. I suoi Soci svolgono attività di volontariato a servizio della Santa Sede e del Santo Padre, sia in Vaticano che in Roma. Il servizio è gratuito e volontario.

## Storia
L'Associazione Santi Pietro e Paolo è stata fondata nel 1971 su iniziativa di San Paolo VI, a seguito della soppressione della Guardia Palatina d'Onore, decisa l'anno precedente nel contesto di una più ampia riforma dei corpi armati pontifici. L'intento del pontefice era quello di conservare lo spirito di servizio, fedeltà e appartenenza ecclesiale proprio della tradizione della Guardia, trasformandolo in una realtà di volontariato laicale, dedita alla testimonianza cristiana e alla collaborazione con la Santa Sede.
Il 24 aprile 1971, l'allora Segretario di Stato il Card. Jean-Marie Villot, su mandato pontificio, approvò il primo statuto dell'Associazione. Fin dalla sua istituzione, l'Associazione è stata posta sotto la diretta dipendenza della Segreteria di Stato della Santa Sede.
Negli anni successivi, l'Associazione ha ampliato progressivamente le sue attività, mantenendo una presenza quotidiana nella Basilica di San Pietro e offrendo servizi di accoglienza, vigilanza e assistenza in occasione di celebrazioni pontificie. Ha inoltre sviluppato iniziative culturali, liturgiche e caritative, rafforzando il proprio ruolo nella vita ecclesiale vaticana.
Nel 2013, con l'approvazione di una nuova versione dello statuto da parte del Card. Tarcisio Bertone, Segretario di Stato, l'Associazione ha rinnovato la propria struttura interna, pur mantenendo inalterati i principi fondativi e lo spirito originario voluto da Paolo VI. Lo statuto viene nuovamente revisionato nel 2023 ed approvato dal Segretario di Stato il Card. Pietro Parolin, definendo ulteriormente la realtà del Sodalizio nelle sue attività e nella sua natura.
Nel corso degli anni, l'Associazione ha ricevuto numerosi riconoscimenti da parte dei Pontefici. Giovanni Paolo II gli dedicò le seguenti parole “Voi siete l’Associazione della Casa del Papa! Voi siete l’Associazione più vicina al Papa!”. Papa Francesco, in occasione del cinquantesimo anniversario dalla fondazione, ha elogiato i suoi membri come “artigiani dell'incontro”, capaci di accogliere e servire con generosità, contribuendo a rendere visibile il volto misericordioso della Chiesa in un contesto di profonda spiritualità e servizio.

## Servizio
L'Associazione Santi Pietro e Paolo si configura come una realtà di volontariato laicale al servizio della Santa Sede. Le sue attività si svolgono in modo libero e gratuito, secondo lo spirito del Vangelo e in adesione alla missione universale della Chiesa. Lo statuto dell'Associazione identifica come scopi fondamentali il collaborare alla missione di evangelizzazione della Chiesa, il contribuire all'animazione cristiana delle realtà temporali, il sostenere le opere assistenziali promosse a favore di chiunque sia in stato di bisogno ed il collaborare, nello spirito cristiano, ad altre iniziative di solidarietà e di promozione umana.
L'impegno dei Soci si concretizza principalmente in tre ambiti: liturgico, culturale e caritativo. In campo liturgico, l'Associazione presta un servizio regolare durante le celebrazioni papali e le funzioni solenni nelle Basiliche Papali, in particolare nella Basilica di San Pietro in Vaticano. Tale attività si svolge in stretto coordinamento con diverse istituzioni della Santa Sede e dello Stato della Città del Vaticano, tra cui la Segreteria di Stato, la Prefettura della Casa Pontificia, l'Ufficio delle Celebrazioni Liturgiche del Sommo Pontefice, la Fabbrica di San Pietro, il Corpo della Gendarmeria e la Guardia Svizzera Pontificia. Inoltre, i Soci assicurano l'accoglienza e il supporto alla Prefettura della Casa Pontificia nelle celebrazioni pubbliche in Piazza San Pietro e nell'Aula Paolo VI, il servizio di cerimonieri minori e di ministranti nelle celebrazioni liturgiche, l'accoglienza dei pellegrini nella Basilica Papale di San Pietro in Vaticano e il pubblico servizio per la vigilanza quando richiesto dal Corpo della Gendarmeria.
L'area caritativa rappresenta una dimensione essenziale della vita associativa. In collaborazione con il Dicastero per il Servizio della Carità (Elemosineria Apostolica), l'Associazione promuove interventi concreti a favore delle persone più fragili, contribuendo alla realizzazione di opere assistenziali e partecipando a progetti di promozione umana. Questa attività si sviluppa anche attraverso iniziative autonome o condivise con altre realtà ecclesiali, nello spirito del servizio gratuito e dell'attenzione al prossimo, secondo l'esempio evangelico.
Sui piani spirituale e culturale, l'Associazione si dedica alla formazione religiosa e umana dei propri membri, curando in modo particolare il percorso dei giovani che intendono entrare a far parte della comunità associativa. Tale formazione, che si svolge attraverso incontri settimanali sempre preceduti dalla Santa Messa, mira a rafforzare l'identità cristiana dei Soci e a prepararli a un servizio ecclesiale qualificato e consapevole. Viene inoltre promossa l'organizzazione di conferenze, attività editoriali (come il periodico "Incontro") e momenti di approfondimento dottrinale, in continuità con il carisma originario dell'Associazione.
Il periodo di formazione degli aspiranti Soci prevede diversi anni di formazione spirituale e culturale. Per i più giovani il percorso formativo prevede tre anni di incontri settimanali (Gruppo Allievi), mentre per gli adulti è previsto un percorso di due anni (Gruppo Aspiranti). L'accesso a tali percorsi è condizionato al superamento di diverse prove di accesso. Al termine del rispettivo percorso, ed a seguito di ulteriori valutazioni, si pronuncia la solenne Promessa di servizio e fedeltà alla Sede Apostolica, accedendo così al servizio ordinario in qualità di Soci effettivi.